# Jacob Fisher
Wilson Jacob "Jake" Christian Fisher (ur. 20 lutego 1984) – amerykański zapaśnik w stylu klasycznym. Zajął 23 miejsce na  mistrzostwach świata w 2010. Trzykrotny medalista mistrzostw panamerykańskich, srebro w 2010 roku. Zawodnik Northern Michigan University.